# سي لارستان السفلي دم لوداب (لوداب)
سي لارستان السفلی دم لوداب (بالفارسية: سی لارستان سفلی دم لوداب) هي قرية تقع في إيران في قسم لوداب الريفي. يقدر عدد سكانها بـ 40 نسمة بحسب إحصاء 2016.